# Xanthorhoe panassa
Xanthorhoe panassa là một loài bướm đêm trong họ Geometridae.